# 3458 Boduognat
A 3458 Boduognat (ideiglenes jelöléssel 1985 RT3) a Naprendszer kisbolygóövében található aszteroida. Henri Debehogne fedezte fel 1985. szeptember 7-én.